# Пушкарская (Щёкинский район)
Пушкарская — слобода в Щёкинском районе Тульской области России.
В рамках административно-территориального устройства относится к Крапивенской сельской администрации Щёкинского района, в рамках организации местного самоуправления включается в сельское поселение Крапивенское.

## География
Расположена на правом берегу реки Плава, в 22 км к юго-западу от железнодорожной станции города Щёкино.
Юго-западнее, на противоположном берегу Плавы, находится село Крапивна.

## Население
| 2002 | 2010 |
| ---- | ---- |
| 142  | ↘127 |